# Mateus Feliciano Augusto Tomás
Mateus Feliciano Augusto Tomás (* 23. Februar 1958 in Chinguar, Provinz Bié, Angola; † 30. Oktober 2010 bei Chongorói, Provinz Benguela) war ein angolanischer Geistlicher und römisch-katholischer Bischof von Namibe.

## Leben
Mateus Feliciano (Augusto) Tomás studierte Philosophie und Katholische Theologie im Priesterseminar von Huambo. Am 18. September 1983 empfing er in der Kirche Nossa Senhora da Conceição die Priesterweihe. Er war zunächst als Pfarrer tätig, ab 1984 Vizerektor und ab 1986 Dekan des Seminars São João Evangelista. An der Accademia Alfonsiana absolvierte er von 1991 bis 1993 ein Lizenziatsstudium in Moraltheologie. Neben einer Pfarrstelle im Bistum Viterbo beendete er 1996 ein Promotionsstudium in Moraltheologie. 1997 kehrte er nach Angola zurück und hatte verschiedene Positionen in der Diözesankurie inne.
Papst Benedikt XVI. ernannte ihn am 21. März 2009 zum ersten Bischof der unter dem gleichen Datum errichteten Diözese Namibe. Die Bischofsweihe spendete ihm der Apostolische Nuntius in Angola, Erzbischof Giovanni Angelo Becciu, am 21. Juni desselben Jahres in der Kathedrale von Huambo; Mitkonsekratoren waren der Erzbischof von Huambo, José de Queirós Alves, und der Bischof von Cabinda, Filomeno do Nascimento Vieira Dias. Am 5. Juli 2009 übernahm er die Leitung seines Bistums. 
Mateus Feliciano Tomás starb am 30. Oktober 2010 auf dem Rückweg von der Generalversammlung der Bischofskonferenz von Angola und São Tomé und Príncipe an den Folgen eines Autounfalls, nachdem sein Wagen mit einer Tierherde kollidiert war.